# Julius von Königswarter
Julius Baron von Königswarter (* 25. August 1854; † 29. Mai 1918) war ein deutscher Unternehmer in Hannover und Generalkonsul von Portugal.

## Leben
Von Königswarter war Mitglied der ursprünglich aus dem zu Österreich-Ungarn gehörenden Königswart in Westböhmen stammenden, später geadelten jüdischen Familie Königswarter. Der Baron hatte mit Sophia Runne, die in jungen Jahren verstarb, einen 1890 unehelich geborenen Sohn, den späteren SPD-Politiker Wilhelm Königswarter. Verheiratet war er seit 1885 mit der Schauspielerin Henriette (geborene Jonas), die unter dem Künstlernamen Helene Jolanda unter anderem im Theater in Breslau auftrat.
Julius Baron von Königswarter studierte Rechtswissenschaft und wurde zum Dr. jur. promoviert. 1884 begründete von Königswarter gemeinsam mit dem Chemiker Paul Ebell die Chemische Fabrik Königswarter & Ebell in Linden bei Hannover. Spätestens 1907 hatte das Unternehmen ein Patent angemeldet für ein Waschmittel namens „Ding an sich“. Das Unternehmen trat mit einer „eingetragenen Schutzmarke“ auch kurz als K & E auf.
Königswarter war darüber hinaus z. B. auch als Aktionär an dem Unternehmen Hannoversche Centralheizungs- und Apparate-Bau-Anstalt AG, seit 1903 Centralheizungswerke AG, beteiligt, das offenbar auch für die Chemische Industrie relevante Anlagen herstellte.
Als Julius von Königswarter 1918 starb, übernahm sein Sohn „dessen Industrieanteile“, verlor jedoch einen großen Anteil in der Hyperinflation. 1935 wurde das Unternehmen Königswarter & Ebell von der hannoverschen VARTA übernommen, die Produktion nach Hagen verlegt, 1938 die Nickel-Produktion aufgenommen und um 1940 von der Familie Quandt beherrscht. 2010 bis 2020 gehörte Königswarter & Ebell zur TIB Chemicals AG, seither zur australischen PBT.